# جيسي سيمونز
جيسي سيمونز (بالإنجليزية: Jesse Simons)‏ هو عسكري أمريكي، ولد في 5 نوفمبر 1917، وتوفي في 8 يوليو 2006 بسبب نوبة قلبية.